# Neptis nemetes
Neptis nemetes är en fjärilsart som beskrevs av William Chapman Hewitson 1868. Neptis nemetes ingår i släktet Neptis och familjen praktfjärilar. Inga underarter finns listade i Catalogue of Life.

## Bildgalleri

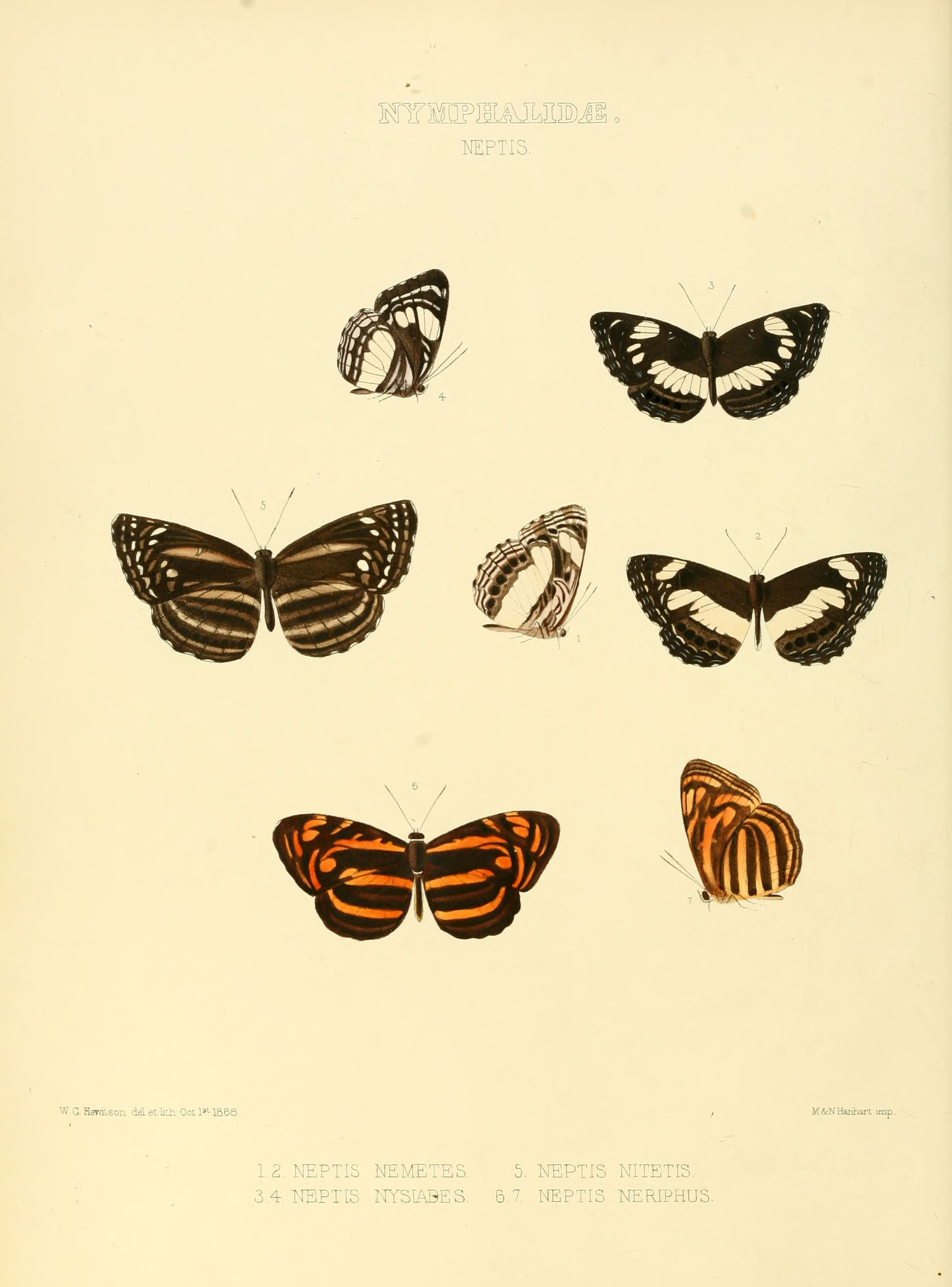